# معبد بل
معبد بــل في تدمر، بل إله بابلي أكادي الأصل، وهو يمثل في الديانة البابلية رب الأرباب، مثل جوبيتر الروماني، وزيوس اليوناني. اسمه زيوس بيلوس في بلاد ما بين النهرين. ويقابله بعل شمين لدى الكنعانيين وحدد الآرامي. وانتقل إلى البلاد المجاورة وأصبح عند الفينيقيين بعل. ولقد بُني المعبد في شهر نيسان من عام 32م على أنقاض معبد آخر مبني بالطين، واكتمل بناؤه في القرن الثاني الميلادي. وكُرّس لعبادة الإله بعل، ويرحبول (رب الشمس)، وعجل بعل (رب القمر). وكان مقرّاً لمجمع الأرباب التدمريين. وهو أقدم من معبد بعلبك بقرن كامل، وكان المعبد الأول يعود إلى الألف الثاني قبل الميلاد، ثم تهدّم في الحرب بين التدمريين والرومان عام 272م، وكذلك في ثورة التدمريين عام 273م.

## العمارة

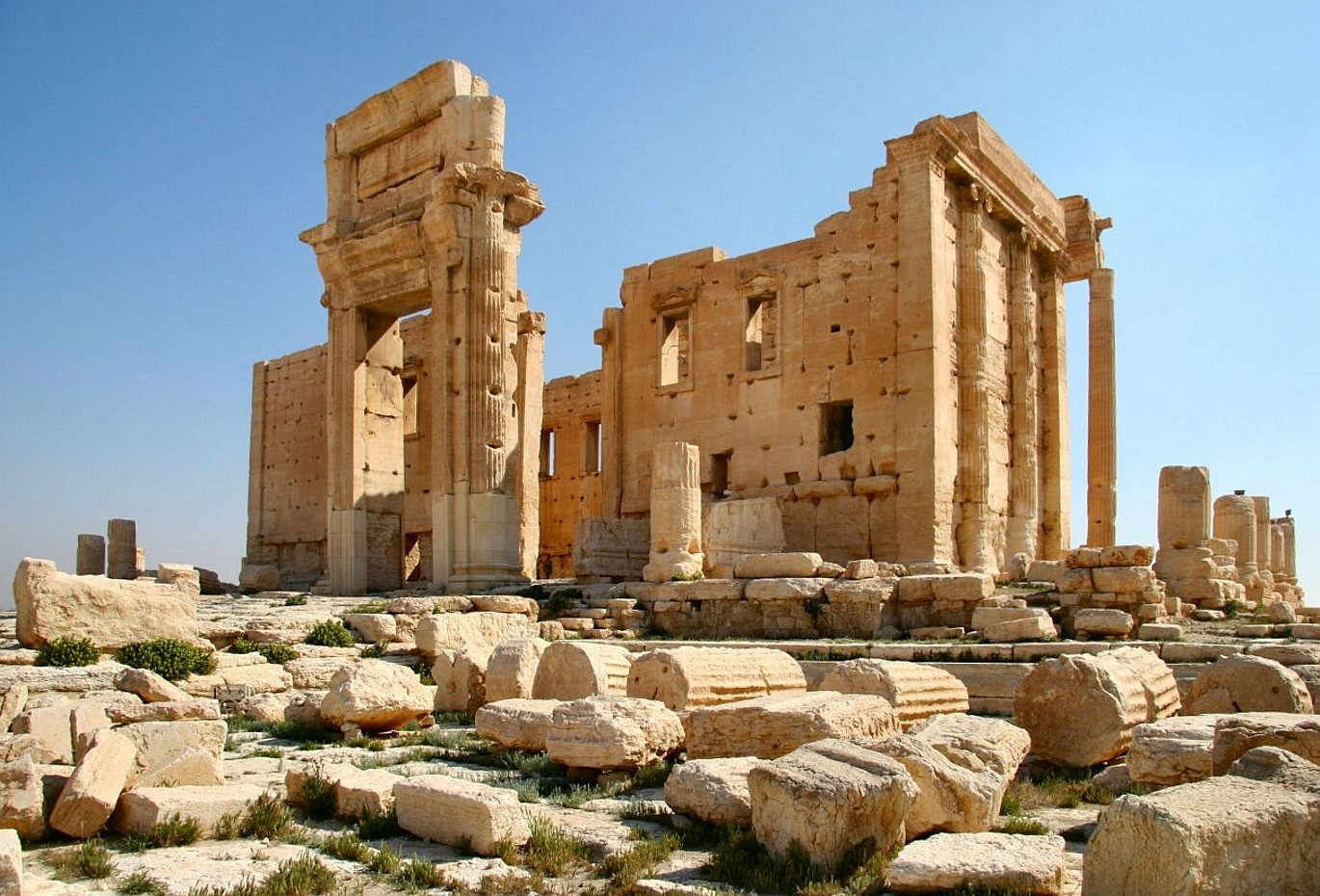
معبد بل

هندسته سورية محضة. أبعاده 210×205م. وارتفاع جدرانه الحجرية حوالي 14م. بُني هذا المعبد فوق تل اصطناعي على أنقاض معبد بقي القليل من حجارته. وكان البناء على مراحل خلال عهد الإمبراطور الروماني أوغستين (Augustine)، والسنين الأولى من عهد سلفه تيبيريوس (Tiberius) الذي حكم بين 14 و37م. وكان قد بُني أصلاً فوق مصطبة مدرّجة. وعندما وسعت الساحة، استبدل الأساس المدرّج بآخر غير مدرّج.

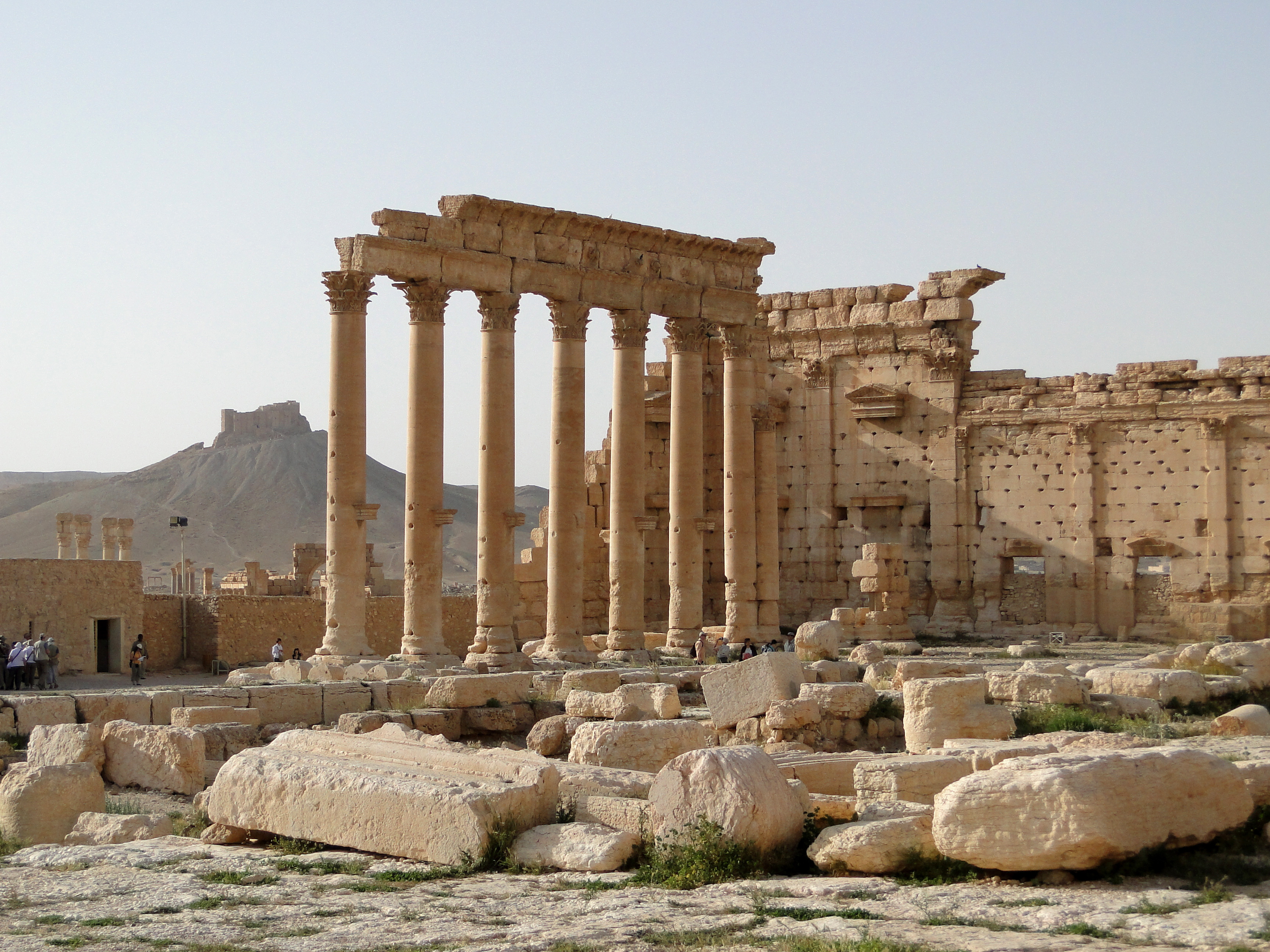
أثار الأعمدة والجدران الموجودة في باحة معبد بل في تدمر بسوريا

على قاعدة تمثال شمش بن تيبول بن شكيبل من بني كمرت، والذي كان تقدمة من أولاده لهيكل الأرباب بل ويرحبول وعجلبول. توجد كتابة تؤرخ تأسيس المعبد في اليوم السادس من نيسان عام 343 سلوقي أي عام 32م (التمثال في متحف تدمر). ويتألف المعبد من ساحة وهيكل. تُحيط به جدران خرّبتها الزلازل في بعض المواقع وأُعيد بناؤها بسرعة وبشكل عشوائيٍ. يحيط بها رواق أعمدته كورنثية، وأسقفها كانت خشبية عليها نقوش دينية ونباتية. الرواق الغربي الذي بُني في منتصف القرن الثاني أعلى من الأروقة الثلاثة الأخرى التي من القرن الأول الميلادي، أي بين 80 و120م، وفيه صف واحد من الأعمدة بينما الثلاثة الأخرى فيها صفان وتيجان الأعمدة كورنثية، كان لها أرفف تُوضع عليها تماثيل الشخصيات الهامة. في الزاوية الشمالية للرواق الغربي يوجد درج لولبي يؤدي إلى السطح.
كان للمدخل ثلاثة أبواب درفاتها من البرونز المذهب. عرضه 35م وعلى جانبيه برجان. وكان له درج فخم. وأمام المدخل بهو فيه ثمانية أعمدة مع قوس مركزي كبير. وقد أُزيل كل هذا حينما رُمم المعبد في القرن 12م في عهد السلطان صلاح الدين. كما بُني أمام المدخل حائط لتحصينه. ورُممت الزوايا والجدران، واستُخدمت الأحجار التي تساقطت من المعبد القديم بسبب زلازل القرن 10م التي دمرت تدمر وجعلتها أنقاضاً. وبذلك جعل صلاح الدين من المعبد قلعة، يلجأ إليها السكان ليحتموا من الصليبيين.

### الهيكل

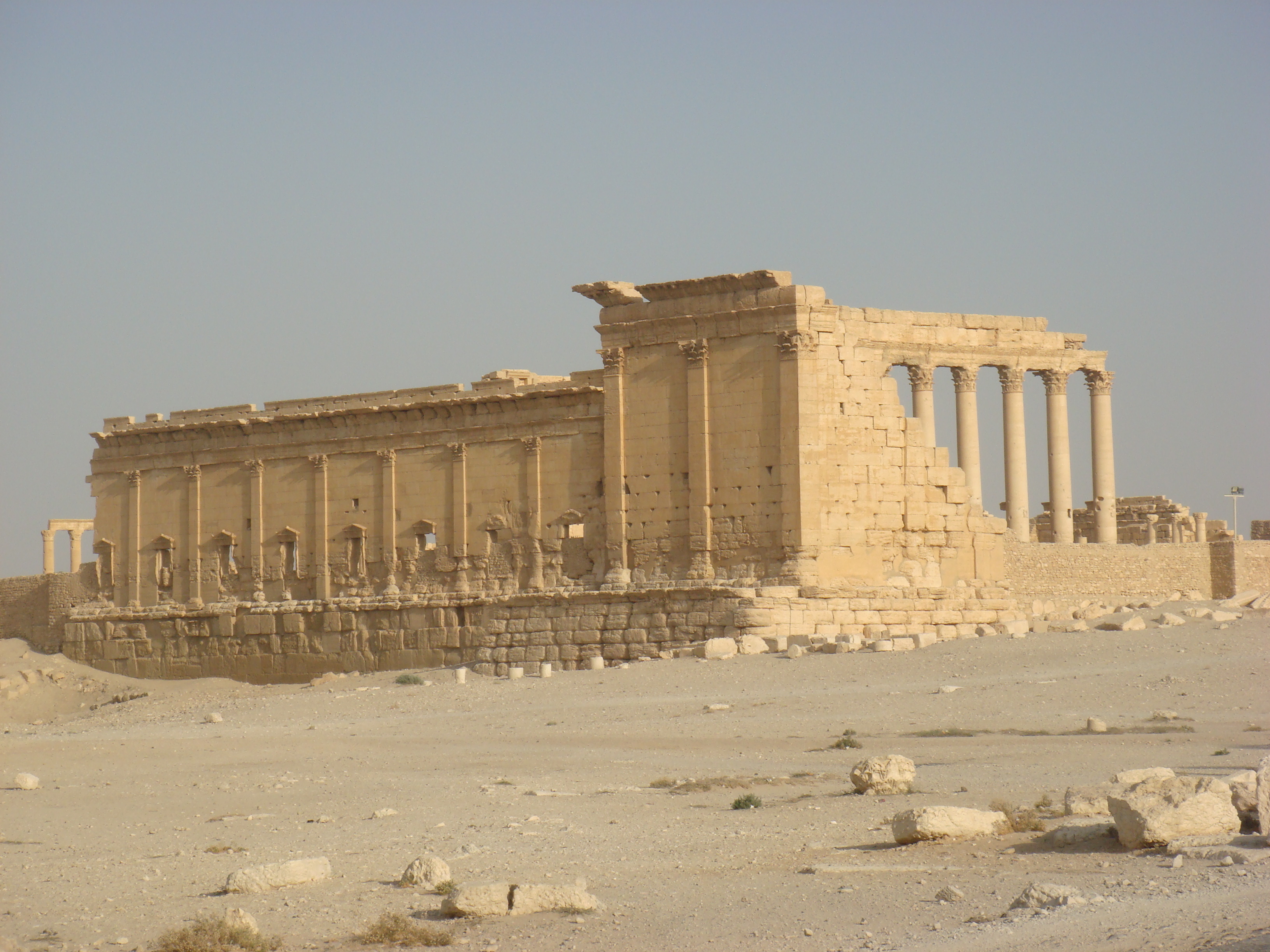
معبد بل في تدمر بسوريا

بدأ الإعمار فيه منذ عام 17 أو 19م. ولا تزال بقايا الدرج الذي كان يقود إلى الهيكل موجودة.
أما مدخل الهيكل فهو رواق ممتد، فيه أنقاض سقطت من الأفاريز التي كانت تحيط بالهيكل. منها كتلة حجرية كانت تدعم السقف. على وجهها الأمامي نقش بارز للإله ملكبل رب الفصول والمواسم، وإله القمر عجلبول في لباس محارب روماني من الأعلى، ومن الأسفل فهو فارسي الزي، وذلك لتأثر التدمريين بالرومان والفرس معاً. خلفه يوجد هلال. وعلى المذبح توجد رمانة وأجاصة وثمرتي أناناس.

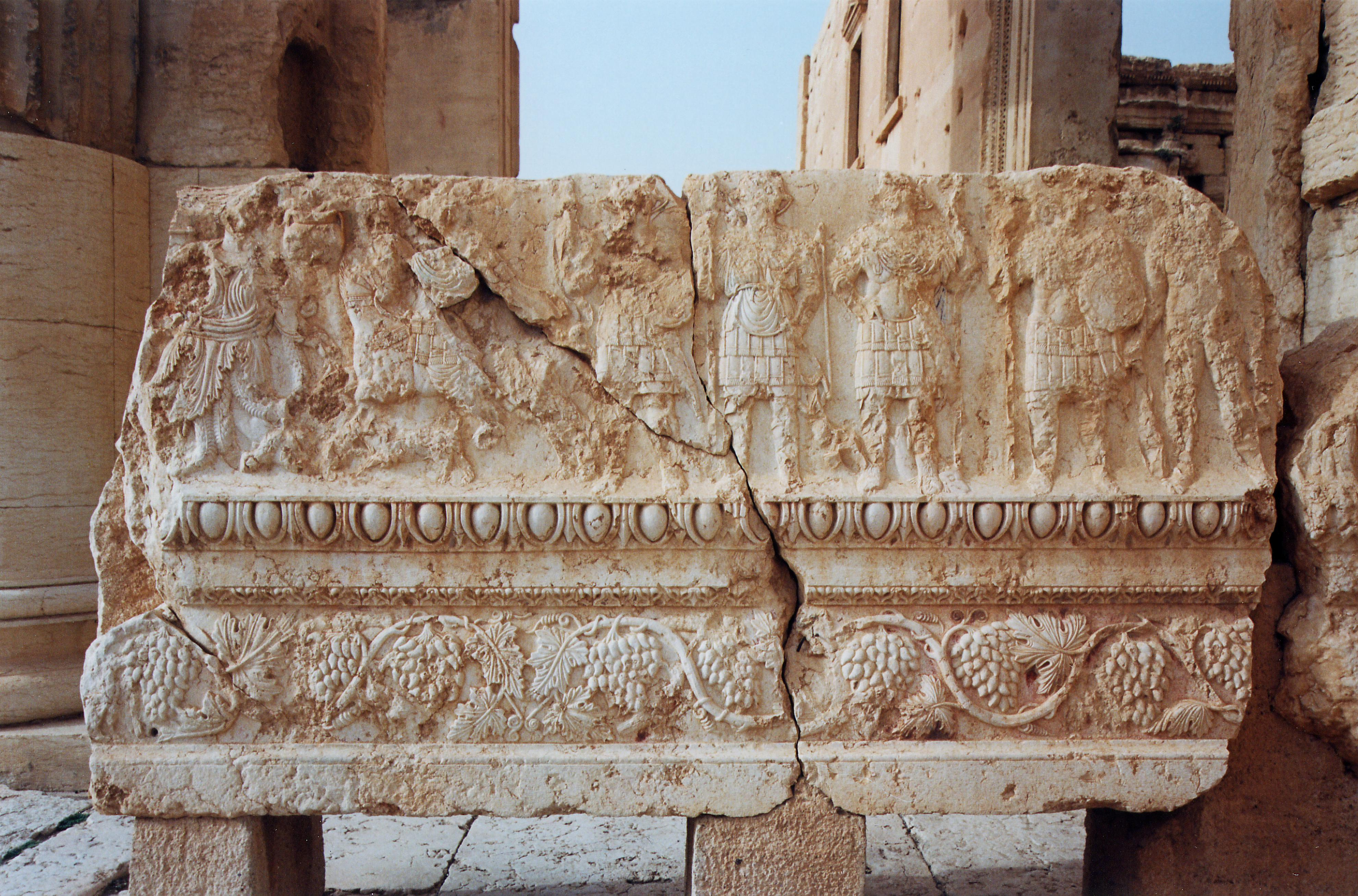
نقش بارز على كتلة حجرية موجودة في ساحة المعبد يظهر زخارف ورسومات تفصيلية لآلهة الحرب التدمرية

وعلى الوجه الخلفي للكتلة الحجرية، يوجد نقش محاربين بلباس روماني، يراقبون الصراع بين الحصان والحية أي بين الخير والشر. والإله بل يدوس يقدمه على تنين.
وفي الجهة السفلية من الكتلة الحجرية توجد نقوش مطلية بالألوان، كما كانت كل النقوش سابقاً. ويزين البيض معظم النقوش وهو رمز الحياة والخلود.
وتوجد كتلة أخرى، نُقش على وجه منها موكب ديني تتقدمه وتتبعه مجموعة من النساء وجمل يحمل تمثال الإله بل، وسار الحجّاج أمامه مع أضاحيهم. وعلى الوجه الخلفي للكتلة تتمة الموكب وهو من حجّاج يحملون البخور.
وهذه النقوش تعطي فكرة عن الطقوس التي كان الحجّاج يقومون بها في ذلك المعبد. ويدعون يوم الحج وهو 6 نيسان باليوم الطيب، وهو يوم تكريس المعبد للإله بل. إذ يذهب الحجّاج إلى المعبد ومعهم أضاحيهم فيدخلون بهم عبر ممر خاص، يدورون بهم مع محمل الإله بل الموضوع فوق جمل. ثم إلى المذبح ليقدموا الأضاحي للإله بل. وبعد الذبح والتنظيف تُشوى الحيوانات أو تطبخ لتقدم طعاماً للمدعوين الذين تمت دعوتهم إلى هذه الوليمة بواسطة بطاقات دعوة فخارية. وبعد الوليمة يقوم الجميع بالطواف الكبير حول المعبد لمرة واحدة. ثم طواف صغير حول الهيكل مرتين.

### وصف الهيكل

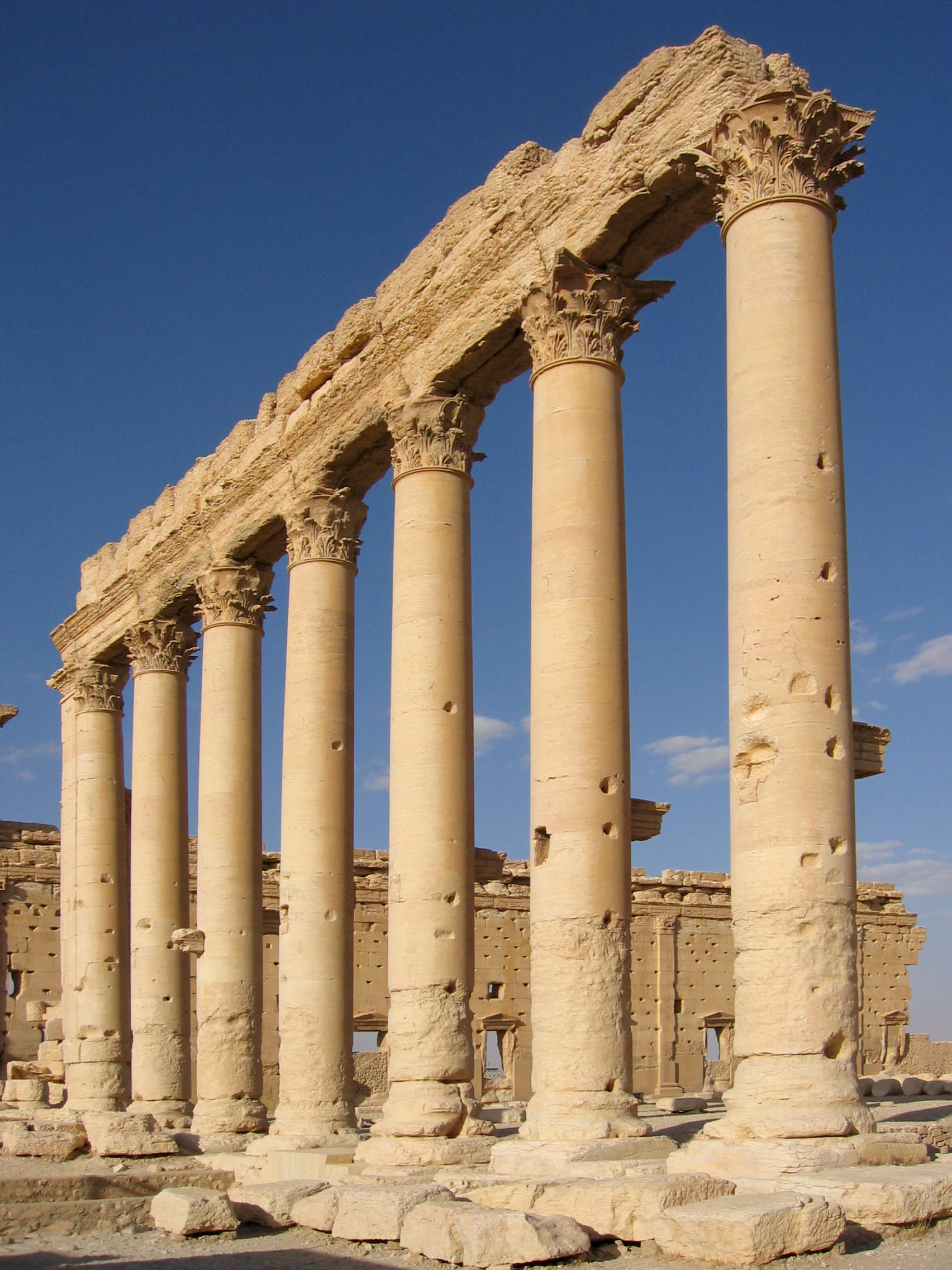
الأعمدة الموجودة في الساحة الداخلية لمعبد بل في تدمر بسوريا

استُعمل هذا المكان للعبادات منذ 2200ق.م. وفي العهد التدمري كُرّس المعبد للإله بل في عام 32م. وكان تمثاله يوضع بالهيكل ولا يدخله إلا الكهنة.
وهو بناء مستطيل أبعاده 10×30م. أمام مدخله درج فخم يقود إلى رواق أعمدته رشيقة ومخدّدة، طول الواحد 18م، وتيجانها كورنثية مغطاة بالبرونز المذهب. فوقها إفريز من المنحوتات الإنسانية المجنحة تحمل أكاليل من الثمار والفواكه. وكان سقف الرواق مرفوعاً فوق جسور ضخمة من الحجر المنحوت، نُقشت عليها مشاهد دينية وأسطورية وزخارف حيوانية ونباتية وهندسية. يقع مدخل الهيكل في الغرب، وليس في الوسط تماماً بل أقرب إلى الزاوية الجنوبية من الهيكل. ويواجه تماماً مدخل المعبد الرئيسي، وذلك ليتمكن الناس من رؤية تمثال بل، عند نقله من الهيكل، لوضعه فوق الجمل من أجل الطواف.
أحجار المدخل مزينة بنقوش الأناناس والبيض والعنب وأوراقه، وكانت تلك الأحجار تترابط ببعضها بأسافين معدنية من البرونز أو الرصاص. داخل الهيكل يوجد محرابان لوضع تماثيل الآلهة مما يؤكد كثرتها. وقد عُبد ثلاثة منها في هذا المعبد هي بل وعجلبول إله القمر ويرحبول إله الشمس. وكان السوريون يضعون آلهتهم في المحاريب، أما اليونان والرومان فكانوا يضعون آلهتهم فوق قواعد حجرية.

### المحراب الأيمن الجنوبي
كان يُوضع فيه تمثال الإله بل أمامه درج فخم. سقف المحراب من الحجر المزخرف، في مركزه توجد وردة، حولها دائرتان بينهما أشكال هندسية. يحيط بها مربع، مزخرف من الخارج بإطار من المربعات والمثلثات ثم بأشكال سداسية في داخلها ورود وزهور. وعليه آثار دخان الشموع التي كان المسيحيون يشعلونها فيه حينما صار الهيكل كنيسة. على جانبي المحراب درجان يقودان إلى سطح الهيكل، وكان الكهنة يصعدون إلى السطح لعبادة الشمس أو القمر.

### المحراب الأيسر الشمالي
كانت تُوضع فيه تماثيل الأرباب الثلاثة بل ويرحبولو عجلبول. وكان أمامه درج. وسقفه حجري في مركزه نقش للإله بل، ضمن شكل سداسي. تُحيط به سبعة من الآلهة تمثل الكواكب السبعة. حولها دائرتان بينهما الأبراج الاثنا عشر، وذلك دلالة على سيطرة الإله بل على مقادير الأرض والسماء. يحصر الدائرتين مربع. في زواياه الأربعة المكونة بينه وبين الدائرة الخارجية، نقش نسر فارداً جناحيه وهو شعار الإله بعلشمين ورسول الأرباب إلى البشرية، والمسيطر على حركة السماوات. حول المربع وما بقي من السقف نُقشت وردات وأشكال هندسية. على جانبي المحراب غرفتان، في اليسرى درج يقود إلى السطح.

## في العهدالبيزنطي
في مطلع العهد البيزنطي انتشرت المسيحية فصار الهيكل كنيسة لا تزال آثارها باقية. فعلى الجدار المقابل للمدخل تبدو آثار قوس المذبح. وعلى الجدار الغربي بقايا فريسكو، تمثل الملائكة جبريل وميكائيل والقديس جورج.

## في العهد الإسلامي
خلال العهد الإسلامي، أصبح المعبد حصناً، وصارت الكنيسة جامعاً. وذلك في القرن 12م وبقيت كذلك حتى عام 1930.
وعلى يسار درج الهيكل Cella توجد بقايا أساسات المذبح وغرفة الاحتفالات، وعلى يمينه البركة المقدسة. وفي الجهة الجنوبية الغربية من الباحة يوجد ممر خاص لحيوانات الأضاحي.

## أثناء النزاع السوري

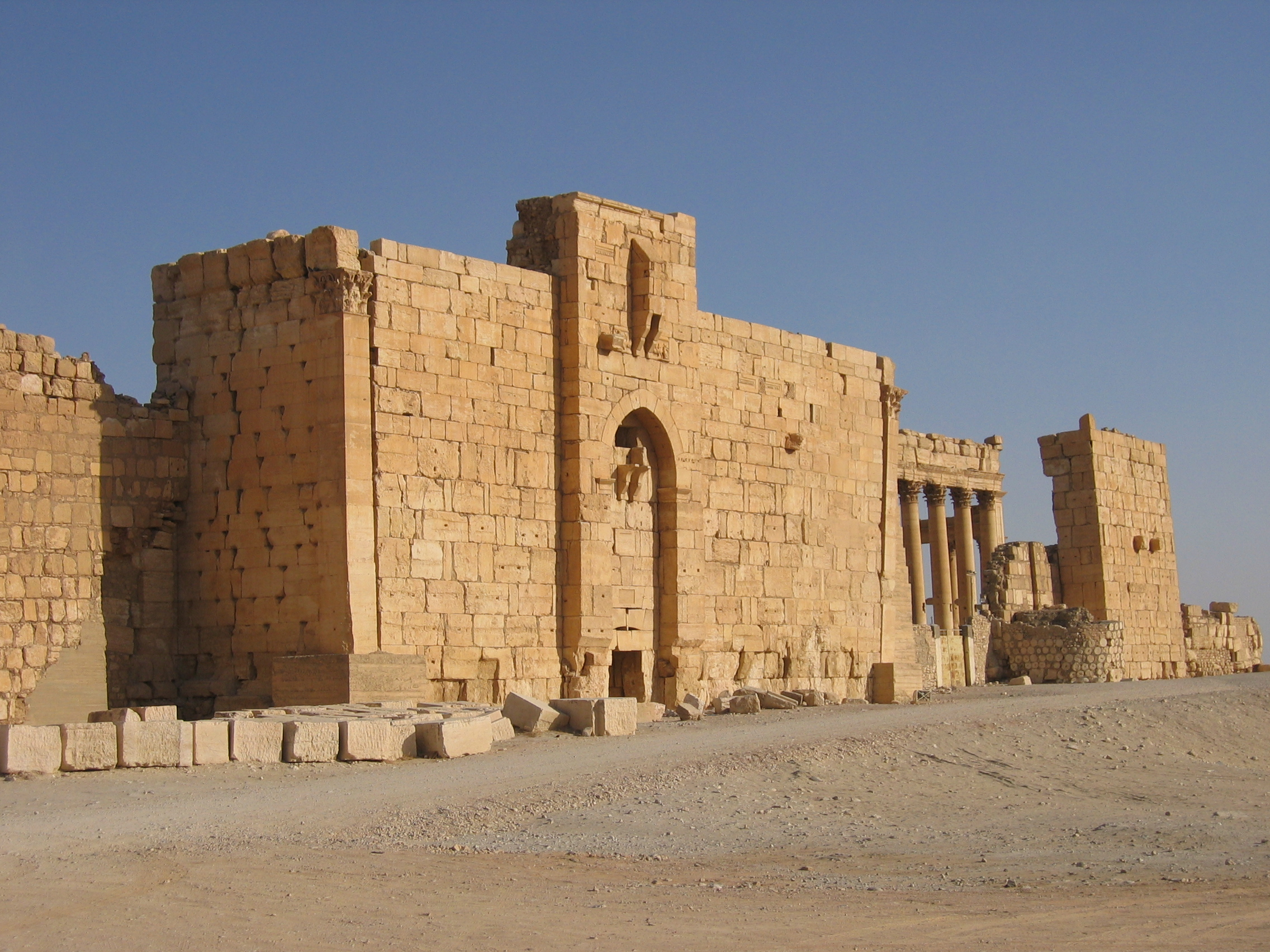
بوابة معبد بل المحصنة وجدرانه الخارجية التي نجت من التدمير على أيدي مقاتلي تنظيم الدولة الإسلامية خلال الحرب الأهلية السورية

قام تنظيم الدولة الإسلامية بتحطيم وتدمير جزء من المعبد في 30 آب 2015.
بعد تحرير تدمر من داعش، قام الجيش الروسي بتصوير تدمر وما عانته من دمار وتم نشر الصور في بعض المحطات التلفزيونية والمواقع وظهرت صورا توضح الدمار في معبد بل.

## الهامش
1. ↑  قناة الجزيرة نسخة محفوظة 26 يونيو 2017 على موقع واي باك مشين.
2. ↑  "داعش" يدمر أجزاء من معبد "بل" في تدمر السورية [وصلة مكسورة] نسخة محفوظة 21 سبتمبر 2015 على موقع واي باك مشين.
3. ↑  EN IMAGES. Palmyre, ville fantôme reconquise par l'armée syrienne نسخة محفوظة 16 فبراير 2017 على موقع واي باك مشين.